# Michael Lewin (Pianist)
Michael Lewin (* 1955) ist ein amerikanischer Pianist klassischer Musik und Professor am Boston Conservatory at Berklee.

## Leben
Michael Lewin absolvierte ein Klavierstudium an der Juilliard School, welches er anschließend bei Leon Fleisher und Yvonne Lefébure abschloss.
Nach seinen ersten Wettbewerbserfolgen in den 1980er Jahren begann Lewin eine internationale Karriere und trat während seiner Tourneen in den USA, Europa und Asien mit Orchestern wie dem Moskauer Kammerorchester, Bukarest Philharmonic, China National Orchestra, Cairo Symphony Orchestra, State Symphony of Athens, Nederlands Philharmonisch Orkest auf, ferner mit den Phoenix Symphonies und dem Louisiana Philharmonic Orchestra mit den Boston Pops Orchestra.
Kritiker sagen ihm eine „immense Technik und Geschicklichkeit“ (New York Times) und „seine Kunst, schillernde Musik zu machen“ (Gramophone) nach, sehen ihn als „einen Poeten und Virtuosen“ (De Telegraaf, Amsterdam) mit „einem tiefen Verständnis und einer zutiefst bewegenden Stimme“ (Prawda, Moskau) und loben seine „Leidenschaft und Präzision“ (Washington Post).
Lewin lebt in Boston, wo er seit 1990 als Professor für Klavier am dortigen Boston Conservatory at Berklee tätig ist.

## Preise
- 1982: Internationaler William-Kapell-Klavierwettbewerb
- 1983: Association of American Pianists Fellowship
- 1986: 3. Platz bei International Franz Liszt Piano Competition
- 2010: Aaron Copland Aufnahmepreis
- 2014: Grammy Award